# Petr Kofroň
Petr Kofroň (* 15. srpna 1955 Praha) je český hudební skladatel a dirigent.

## Život a dílo
V letech 1974–1979 vystudoval kompozici na Janáčkově akademii múzických umění v Brně ve třídě Aloise Piňose. Od roku 1980 až do roku 1989 působil jako asistent na katedře hudební výchovy Pedagogické fakulty v Praze. Je autorem mnoha scénických hudeb (Prvotřídní ženy, Cyrano z Bergeracu, Dobrý člověk ze Sečuanu, Fantom čili Krvavá opera a další).
V roce 1983 byl spoluzakladatelem souboru pro soudobou hudbu Agon Orchestra, ve kterém působí jako dramaturg a dirigent. Orchestr se věnuje české hudební avantgardě 60. let minulého století a současné alternativní české a světové hudbě. Vystupuje nejen v Praze, ale po celé Evropě, v USA a Kanadě. Spolupracoval se Symfonickým orchestrem hlavního města Prahy FOK, Pražskou komorní filharmonií a Talichovým komorním orchestrem. Kromě soudobé české hudby uvádí i americkou hudbu 20. století, zejména díla amerických minimalistů. V posledních letech je autorem i hudby populární, např. muzikálu Magická flétna (2006), opery Mai 68 (2008), symfonie Titan (2005) a Magor (2008).
V letech 1996-2004 byl uměleckým šéfem opery Divadla Josefa Kajetána Tyla v Plzni. Zde také začal dirigovat operu (nastudoval zde např. Fibichovu Šárku, Čajkovského Jolantu, Smetanovu Hubičku, Straussovu Ariadnu na Naxu aj.) Dirigoval i samostatné koncerty symfonického orchestru opery.
V Národním divadle v Praze se hrály jeho opery Fantom, čili Krvavá opera a Mai 68. Kromě toho komponuje scénickou hudbu pro činohru Národního divadla. Ve Státní opeře Praha nastudoval v roce 1999 operu Philipa Glasse Pád domu Usherů. Od téhož autora uvedl v Opeře Národního divadla opery Kráska a zvíře (2003) a Les Enfants terribles (2011).
Od srpna 2013 působil Kofroň jako umělecký ředitel Opery Národního divadla a Státní opery v Praze, kde studoval operu Aloise Háby Nová země (2014), Musorgského Borise Godunova (2015), Giordanova Andreu Chéniera (2016) a Kašlíkův Krakatit (2017). Své angažma ukončil v květnu 2019 z důvodu vlastních pochybností nad budoucím směřováním opery ND.